# Europejska Nagroda Książkowa
Europejska Nagroda Książkowa (ang. European Book Prize, fr. Le Prix du Livre Européen) – nagroda literacka Parlamentu Europejskiego. Celem nagrody jest promowanie europejskich wartości oraz lepszego zrozumienia wśród obywateli Europy, że Unia Europejska jest podmiotem kulturowym. Europejska Nagroda Książkowa ma być nagrodą dla dzieła, które w najlepszy sposób przekazuje wizję Europy jutra.

## Opis
Nagroda przyznawana jest od 2007 przez stowarzyszenie Esprit d’Europe. Pierwsza edycja konkursu w 2007 r. była jednocześnie ostatnim punktem obchodów 50. rocznicy podpisania Traktatów rzymskich. Warunkiem uzyskania nominacji do nagrody jest opublikowanie książki w roku poprzedzającym daną edycję konkursu w jednym z państw członkowskich Unii Europejskiej. Nagroda od 2009 jest przyznawana w dwóch kategoriach tj. esej oraz powieść. Nagroda jest nagrodą finansową i wynosi 10 tys. euro.
| Rok  | Kategoria  | Polski tytuł                                               | Oryginalny tytuł                                               | Autor               | Narodowość      | Przypis(y)  |
| ---- | ---------- | ---------------------------------------------------------- | -------------------------------------------------------------- | ------------------- | --------------- | ----------- |
| 2007 | –          | Stany Zjednoczone Europy: manifest dla nowej Europy        | De Verenigde Staten van Europa: manifest voor een nieuw Europa | Guy Verhofstadt     | Belgia          | [ 3 ]       |
| 2008 | –          | Powojnie. Historia Europy od roku 1945                     | Postwar: A History of Europe Since 1945                        | Tony Judt           | Wielka Brytania | [ 3 ]       |
| 2009 | powieść    | Gottland                                                   | Gottland                                                       | Mariusz Szczygieł   | Polska          | [ 4 ] [ 5 ] |
| 2009 | esej       |                                                            | L’Europe pour les Nuls                                         | Sylvie Goulard      | Francja         | [ 4 ] [ 5 ] |
| 2010 | powieść    | Oczyszczenie                                               | Puhdistus                                                      | Sofi Oksanen        | Finlandia       | [ 1 ]       |
| 2010 | esej       | Piękno i piekło                                            | La bellezza e l’inferno                                        | Roberto Saviano     | Włochy          | [ 1 ]       |
| 2011 | powieść    |                                                            | Haltet euer Herz bereit: eine ostdeutsche Familiengeschichte   | Maxim Leo           | Niemcy          | [ 6 ]       |
| 2011 | esej       | My z Jedwabnego                                            | My z Jedwabnego                                                | Anna Bikont         | Polska          | [ 6 ]       |
| 2012 | powieść    | Jak Matka Boska trafiła na Księżyc                         | Wie die Madonna auf den Mond kam                               | Rolf Bauerdick      | Niemcy          | [ 7 ]       |
| 2012 | esej       |                                                            | Le Passage à l’Europe                                          | Luuk van Middelaar  | Holandia        | [ 7 ]       |
| 2013 | powieść    | Walka kotów                                                | Riña de gatos                                                  | Eduardo Mendoza     | Hiszpania       | [ 8 ]       |
| 2013 | esej       |                                                            | Ces Français, fossoyeurs de l’euro                             | Arnaud Leparmentier | Francja         | [ 8 ]       |
| 2014 | powieść    |                                                            | La robe de Hannah                                              | Pascale Hugues      | Francja         | [ 9 ]       |
| 2014 | esej       | Europa. Burzliwy i potężny kontynent                       | Turbulent and Mighty Continent                                 | Anthony Giddens     | Wielka Brytania | [ 9 ]       |
| 2015 | powieść    |                                                            | Vera                                                           | Jean-Pierre Orban   | Belgia          | [ 10 ]      |
| 2015 | esej       |                                                            | Der Europäische Landbote                                       | Robert Menasse      | Austria         | [ 10 ]      |
| 2016 | powieść    | Oszust                                                     | El impostor                                                    | Javier Cercas       | Hiszpania       |             |
| 2016 | esej       |                                                            | Il più e il meno                                               | Erri De Luca        | Włochy          |             |
| 2017 | powieść    |                                                            | Zinc                                                           | David van Reybrouck | Belgia          | [ 11 ]      |
| 2017 | esej       |                                                            | Come la democrazia fallisce                                    | Raffaele Simone     | Włochy          | [ 11 ]      |
| 2018 | powieść    |                                                            | Les Amnésiques                                                 | Géraldine Schwarz   | Francja         | [ 11 ]      |
| 2018 | esej       | Orbán. Nowy model przywództwa w Europie                    | ORBAN – Europe’s new Strongman                                 | Paul Lendvai        | Austria         | [ 11 ]      |
| 2019 | powieść    | Middle England                                             | Middle England                                                 | Jonathan Coe        | Wielka Brytania |             |
| 2019 | esej       |                                                            | Nous l’Europe, banquet des peuples                             | Laurent Gaudé       | Francja         |             |
| 2020 | powieść    | It Happened on the First of September (or Some Other Time) | Stalo sa prvého septembra (alebo inokedy)                      | Pavol Rankov        | Słowacja        |             |
| 2020 | Jury prize | Border. A Journey to the Edge of Europe                    | Border. A Journey to the Edge of Europe                        | Kapka Kassabova     | Bułgaria        |             |
| 2021 | powieść    | Niki                                                       | Νίκη                                                           | Christos Chomenidis | Grecja          |             |
| 2022 | powieść    |                                                            | M. L’uomo della provvidenza                                    | Antonio Scurati     | Włochy          |             |
| 2023 | powieść    |                                                            | Die Erweiterung                                                | Robert Menasse      | Austria         |             |